# 卡良馬爾卡區
卡良馬爾卡區（西班牙語：Distrito de Callanmarca），是秘魯的一個區，位於該國中南部萬卡韋利卡大區的安拉賴斯省，始建於1941年2月28日，面積26.02平方公里，海拔高度3,526米，2005年人口1,006，人口密度每平方公里39人。